# Apolinario Saravia
Apolinario Saravia är en ort i Argentina.   Den ligger i provinsen Salta, i den norra delen av landet, 1 300 kilometer norr om huvudstaden Buenos Aires. Apolinario Saravia ligger 361 meter över havet och antalet invånare är 8 595.
Terrängen runt Apolinario Saravia är platt, och sluttar österut. Runt Apolinario Saravia är det mycket glesbefolkat, med 2 invånare per kvadratkilometer.. Det finns inga andra samhällen i närheten.
I omgivningarna runt Apolinario Saravia växer i huvudsak lövfällande lövskog.